# Beogradski univerzitetski sportski klub
Il Fudbalski klub Beogradski univerzitetski sportski klub, in cirillico Фудбалски клуб Београдски универзитетски спортски клуб, in italiano "Squadra di calcio Club sportivo universitario di Belgrado", noto semplicemente come BUSK, è una società calcistica serba con sede a Belgrado.
È stato fondato nel 1913 come USK (Univerzitetski Sportski Klub) ed è uno dei quattro club più antichi della Serbia. I fondatori sono gli studenti della Università di Belgrado. Attualmente milita nel girone A della Međuopštinska liga Beograd, sesta divisione serba.

## Storia
Il BUSK, fondato il 21 marzo 1913, gioca la sua prima partita ufficiale nella stagione 1913-14 contro la Velika Srbija e perde 0-2. Il club non dispone di un proprio campo, quindi deve utilizzare quello del BSK Belgrado e dello Jugoslavija, ovvero lo Stadion na Trkalištu ("Stadio dell'ippodromo"), oppure il terreno dello Srpski mač, l'odierno parco accanto al monumento di Vuk.
Nel 1920 viene organizzato a Belgrado il primo campionato di calcio. Vi partecipano solo quattro club: BSK, Jugoslavia, BUSK e Soko (lo Srpski mač si è ritirato); a vincere è il BSK.
A causa dell'indisponibilità di un campo di gioco, molti calciatori del BUSK si trasferiscono in squadre avversarie. Nel 1927 il club torna nella prima classe, all'epoca massimo livello calcistico nel Regno di Jugoslavia, poi ci torna saltuariamente negli anni '30, quando è diventata una specie di seconda divisione.
Dal 1939 al 1958, cessa l'attività calcistica del BUSK. Essa viene ripresa grazie ai professori ed agli studenti dell'Università, soprattutto grazie all'impegno di Vladimir Ristić-Rilet e Miodrag Ranojević, quest'ultimo ex-nazionale jugoslavo. Fino alla sua morte nel 2000, Vladimir Ristić è stato giocatore, allenatore e presidente del club.
Nel 1989 viene fondato lo Studentski grad e da allora il BUSK perde il suo status di unica squadra di calcio studentesca. Fin dal primo giorno di esistenza, questi due club sono grandi rivali, e ogni incontro è considerato un derby nel calcio amatoriale e può essere paragonato alla rivalità tra Stella Rossa e Partizan. I trasferimenti di giocatori da un club all'altro sono rari.
Oggi il BUSK gareggia nella Međuopštinska liga ("campionato intercomunale"). Ha avuto possibilità di promozione nella stagione 2007-08, quando ha concluso al secondo posto in classifica.

## Strutture

### Stadio
Il BUSK disputa le gare interne allo Studentski sportski centar, un centro polisportivo, di cui è proprietaria l'università, situato a Bežanijska kosa, zona residenziale nel comune di Novi Beograd. Lo stadio del calcio ha una capienza di 2000 posti.

## Giocatori
- Branimir Porobić
- Goran Bunjevčević